# Biłopil (obwód kirowohradzki)
Biłopil (ukr. Білопіль) – wieś na Ukrainie, w obwodzie kirowohradzkim, w rejonie nowhorodkiwskim. W 2001 roku liczyła 176 mieszkańców.